# Joan Alemany i Moyà
|  | Per a altres significats, vegeu «Joan Alemany (desambiguació)». |

Joan Alemany i Moyà (Vilanova i la Geltrú, 24 de juny de 1916 - 12 de març de 2001) va ser un autor, comentarista musical, estudiós i promotor de l'activitat musical.

## Biografia
Va fer els estudis primaris a l'escola pública superior i els va ampliar a l'Ateneu Vilanoví, on s'inicià en l'estudi del solfeig del violí. Va perfeccionar els estudis de violí amb Eduard Toldrà al Conservatori Municipal de Música de Barcelona. Va alternar els estudis musicals amb el treball als Magatzems Ricart, a Vilanova i a Sitges i es va introduir en la lectura gràcies a la biblioteca de l'Ateneu.
Destinat a Madrid amb la seva lleva, va treballar com a instal·lador de línies telefòniques. A la tornada de la guerra es va casar amb Mercè Pallarès Viña.
Truncats els seus estudis d'instrumentista a causa de la precarietat de la postguerra, es va convertir en comentarista musical i músic vocacional. Abans de 1936 publicava articles a La Defensa i, a partir de 1943, va col·laborar regularment amb el Diario de Villanueva y Geltrú, després Diari de Vilanova i amb L'Hora del Garraf. De vegades signava les seves cròniques amb el pseudònim "Scherzo".
Va estar vinculat amb el món de les belles arts i va mantenir una estreta amistat amb músics i artistes plàstics de Vilanova i la Geltrú, com ara els músics i compositors Eduard Toldrà, Francesc Montserrat i Leonora Milà, el ballarí i coreògraf Joan Magrinyà, els pintors Alexandre de Cabanyes i Martí Torrents, el pintor i gravador Enric Cristòfol Ricart entre d'altres. Sovint organitzava tertúlies i trobades artístiques i vetllades musicals a casa seva.
Fou president de la secció musical del Centre d'Estudis de la Biblioteca Balaguer de Vilanova i la Geltrú entre el 1956 i el 1974. Durant mig segle va ser la memòria i l'ànima musical de Vilanova, va organitzar concerts a la Biblioteca, al Foment Vilanoví i els de l'Orquestra Municipal de Barcelona. Va col·laborar a la creació de la Banda Municipal i de l'Escola Municipal de Música. Va ser l'artífex perquè Toldrà pogués tornar a Vilanova a dirigir uns concerts al Teatre Bosc.
La mort de la seva esposa el gener de 1997 el va afectar sensiblement. Reprengué la col·laboració amb la premsa local, on publicava articles sobre personatges coneguts o fets de la vida local que li eren propers. Una selecció d'un centenar d'aquests articles, feta per ell mateix, va ser recopilada en el llibre Incitació a la vitalitat (Ed. El Cep i la Nansa, 2000), un llibre de gran interès per conèixer l'ambient de Vilanova i la Geltrú durant la seva vida.
La presentació del llibre el 29 d'octubre de 2000 es va convertir en un acte d'homenatge ciutadà pocs mesos abans de la seva mort.

## Obra

### Llibre
- Incitació a la vitalitat ( Ed. El Cep i la Nansa, 2000). Recull d'un centenar d'articles publicats per en Joan Alemany als setmanaris Diari de Vilanova i L'Hora del Garraf. El llibre està dividit en quatre grans apartats: els anys anteriors a la guerra, l'experiència de la guerra, la postguerra i un quart capítol d'articles diversos. Pròleg escrit per Oriol Pi de Cabanyes, Conxita Ventosa, Xavier Garcia Pujades i Antoni Munné-Jordà.[5][6][7]

### Selecció d'articles
- Magín Sans, músico vilanovés. Article publicat al Diario de Villanueva (actualment Diari de Vilanova) el 23 de desembre de 1954, pàgs 31 i 32.

- El Glorioso "Orfeó Català". Article publicat al Diario de Villanueva (actualment Diari de Vilanova) el 21 de novembre de 1953, pàg. 4.

- Señalado éxito del festival "Galas de Prensa". Article publicat al Diario de Villanueva (actualment Diari de Vilanova) el 12 de febrer de 1966, pàg. 1.